# Saverio Giulini
Saverio Sperandio Giulini (Lodi, 8 gennaio 1903 – Milano, 22 gennaio 1980) è stato un arbitro di calcio italiano.

## Biografia
Apparteneva ad un ramo cadetto della nobile casata dei conti milanesi Giulini e fino a quando è esistito il Regno d'Italia (fino al 1946) veniva sempre citato con il suo titolo nobiliare.

## Carriera arbitrale
Inizia ad arbitrare nel 1924  quale tesserato per l'A.S. Fanfulla di Lodi e quindi indicato sui tabellini come "Giulini di Lodi" oppure "Giulini del Fanfulla", anche se dal 1926 si era trasferito a Milano in via Savona 43.
Incoraggiato a intraprendere la carriera arbitrale dai fratelli Mauro bruciò velocemente le tappe venendo ammesso all'inizio della stagione 1926-1927 dal C.I.T.A. ad arbitrare le gare di Seconda Divisione. La stagione successiva esordisce in Prima Divisione 1927-1928.
Alla 1ª giornata di andata del campionato di Divisione Nazionale 1928-1929, esordisce nella massima serie nazionale dell'epoca arbitrando il 30 settembre 1928 l'incontro Torino-La Dominante (8-1), arrivando a totalizzare 7 gare dirette in quella stagione.
Alla nascita nel 1929 della Serie A, dirige soltanto partite di Serie B arbitrando 10 gare di cui la prima (Biellese-Novara 0-0) il 13 ottobre 1929.
In tutto dirige 8 partite di Serie A dalla stagione 1930-1931 al 1932-1933. La sua ultima partita del campionato di Serie A la diresse a Vercelli l'11 giugno 1933: Pro Vercelli-Napoli 2-1.

## Dirigente sportivo e arbitrale
Il 24 novembre 1927 è tra i fondatori del Gruppo Arbitri Milanesi "Umberto Meazza", presieduto da Alberto Crivelli, mentre a Saverio Giulini venne attribuita la segreteria.
Alla fine della carriera arbitrale, nel 1934 è nominato da Giorgio Vaccaro, Presidente della F.I.G.C., membro del consiglio direttivo del Direttorio II Zona (Lombardia), carica che mantenne fino alla fine della stagione 1936-1937.

Saverio Giulini e Umberto II di Savoia.

Sempre Vaccaro e il Presidente del CITA Giovanni Mauro lo nominano membro del C.I.T.A.
Giulini mantiene la carica per 5 stagioni dal 1935-1936 al 1939-1940.
Dopo la guerra, nella stagione 1947-1948 divenne il segretario dell'Associazione Italiana Arbitri.
All'inizio della stagione sportiva 1949-1950 è il rappresentante arbitri della Lega Nazionale Italiana. Durante l'assemblea straordinaria del 28 dicembre 1950 succede all'ingegner Piero Pedroni alla Presidenza della Lega Nazionale Italiana, carica che gli fu rinnovata fino alla metà della stagione 1957-1958. A causa della crisi post Irlanda del Nord-Italia, la Lega Nazionale, invece di essere commissariata, elesse il 15 gennaio 1958 il nuovo presidente Giuseppe Pasquale.
Furono anni delicati per Saverio Giulini, perché fra la Lega e la F.I.G.C. non c'era spesso identità di vedute. Le schermaglie fra lui e Romolo Ronzio (segretario generale della FIGC) costituivano le principali frizioni fra i due enti federali che Ottorino Barassi (il Presidente FIGC) era spesso chiamato a ricomporre.
Di fatto le doti di equilibrio, saggezza ed estrema compostezza del ragioniere, fecero crescere la credibilità della Lega. Quando gli eventi portarono la Lega a dover fare delle scelte consone ai tempi ormai troppo cambiati rispetto al suo modus operandi ormai troppo obsoleto, il Presidente della Lega si fece da parte congedandosi da gran signore quale era, senza alcuno strepito, oppure contrapposizione, piegandosi al vento del rinnovamento. Fu così che la classe arbitrale, contraria al suo definitivo addio dalle scene calcistiche italiane, decise di riammetterlo nei suoi ranghi dandogli fiducia offrendogli dapprima la gestione commissariale prima della fine della stagione sportiva 1961-1962, per poi eleggerlo per acclamazione alla presidenza dell'AIA. Mantenne la Presidenza dell'AIA dalla stagione 1962-1963 fino alla fine della stagione 1971-1972 succedendo al commissario Artemio Franchi.
Nei 10 anni della sua presidenza riuscì a ridare all'AIA quell'efficienza che negli ultimi anni era spesso mancata. Dovette cedere la presidenza a Giulio Campanati per motivi di salute. Ristabilitosi, tornava spesso in Sezione per rimanere in contatto con vecchi amici e nuove leve.
Nel 1975 fu eletto quale Presidente della Corte Federale, carica che conservò per la sola stagione 1975-1976.
La morte lo colse presso la Sezione di Milano in via Silvio Pellico, mentre stava giocando a carte con altri ex arbitri, colto da un improvviso malore.